# Parlamentswahl in Gabun 2018
Die Parlamentswahlen in Gabun 2018 sollten am 28. April 2018 stattfinden, wurden aber auf den 6. und 27. Oktober 2018 verschoben.
In die Nationalversammlung werden 120 Abgeordnete für jeweils fünf Jahre gewählt. 9 der 120 Abgeordneten werden vom Präsidenten ernannt. Die letzte Parlamentswahl in Gabun hatte 2011 stattgefunden. Bei der Vorbereitung der Parlamentswahlen gab es laut Angaben von Oppositionsparteien Schwierigkeiten und Vorwürfe, dass die Regierung die Wahlen nicht ordnungsgemäß vorbereitet habe. Schließlich wurde die Wahl „aus finanziellen Gründen“ auf Oktober verschoben. Nach einem Gerichtsentscheid im April wurde der Premierminister entlassen und das Parlament aufgelöst.